# اسلام‌گولوو
اسلام‌گولوو (انگلیسی: Islamgulovo) یک شهرک در شهرستان ملئوزوفسکی استان باشقیرستان کشور روسیه است.